# Anetjärvi
Anetjärvi eller Ancenjärvi är en sjö i Finland. Den ligger i kommunen Posio i landskapet Lappland, i den norra delen av landet, 700 km norr om huvudstaden Helsingfors. Anetjärvi ligger 242,7 meter över havet. Den är 11 meter djup. Arean är 3,69 kvadratkilometer och strandlinjen är 14,61 kilometer lång. Sjön  ingår i Ijo älvs huvudavrinningsområde. 